# Гунзибці
Гунзибці (самоназва «гьунзалъ») — цезький народ.

## Чисельність та розселення
Чисельність — 0,9 тис. ос. (2010, перепис). Живуть загалом в с. Гунзиб, Гарбутль, Нахада Цунтинського району, невелика кількість– в селах Стальське та Шушанівка Кизилюртівського району. Живуть також в Східній Грузії — село Шорохи (Сарусо, до 1991 — також село Тхілісцкаро Кварельського району).

## Мова та вірування
Часто об'єднуються з аварцями-цунтинцями або бежтинцями. Розмовляють гунзибською мовою, поширені також інші цезькі мови, аварська, російська та грузинська мови. Віруючі — мусульмани-сунніти.